# Hermann II. (Lippe)
Hermann II. zur Lippe (* 1175 in Lippe (heute Lippstadt); † 25. Dezember 1229) war Landesherr der Herrschaft Lippe.

## Leben
Hermann II. zur Lippe (in den Quellen: „de Lippe“) war der älteste Sohn des Edelherrn Bernhard II. zur Lippe und der Heilwig von Are-Hostaden, Tochter des Grafen Otto I. von Are-Hostaden.
Hermann war Mitregent seines Vaters und folgte ihm 1196 als Regent des Hauses Lippe. Weniger kriegerisch als sein Vater und Bruder versuchte er in seiner Gegend oft als Vermittler tätig zu werden. Im deutschen Thronkrieg 1198 stand Hermann auf welfischer Seite und ging erst 1214 zu König Friedrich II. über. Er gehörte wohl mit anderen der Großen Rittergesellschaft Ottos IV. an, weshalb sein Wappen (hier erstmals die Lipper Rose) auch auf dem Quedlinburger Kästchen dieses Kaisers erscheint.
Als sein Bruder Otto II., Bischof von Utrecht, am Kreuzzug von Damiette teilnahm, war Hermann 1217/1218, während der Abwesenheit des Bruders, dessen Stiftsverweser in Utrecht. Er förderte die lippischen Städte und gewann die Vogteien Clarholz und Herzebrock dazu. Ein besonderer Gegner Hermanns war der expandierende Erzbischof von Berg-Köln Engelbert I. von Köln, obwohl Hermann vorher dessen enger Gefolgsmann gewesen war.
1227 beteiligte sich Hermann an der Schlacht bei Bornhöved gegen Dänemark. Später unterstützte er seinen Bruder Gebhard II., Erzbischof von Bremen, in einer Fehde gegen die Stedinger Bauern. Als Anführer eines erzbischöflichen Heeres wurde er am 25. Dezember 1229 in der Schlacht bei Hasbergen getötet.

## Nachkommen
Hermann war mit der Gräfin Oda von Tecklenburg, Tochter des Grafen Simon I. von Tecklenburg und der Gräfin Oda von Berg-Altena, verheiratet. Aus der Ehe gingen sieben Kinder hervor:
- Bernhard III. (ca. 1194 – ca. 1265)
- Simon I., Bischof von Paderborn (ca. 1196 – 6. Juni 1277)
- Otto II. zur Lippe, Bischof von Münster (ca. 1198 – 21. Juni 1259)
- Heilwig von der Lippe (ca. 1200 – 1248/1250), verheiratet mit Graf Adolf IV. von Holstein-Kiel
- Ethelind zur Lippe (ca. 1204 – ca. 1273), verheiratet mit Graf Adolf I. von Waldeck
- Oda zur Lippe (ca. 1210 – 17. September 1262), verheiratet mit Graf Konrad I. von Rietberg
- Gertrud II. zur Lippe (ca. 1212 – 30. September 1244), verheiratet mit Graf Ludwig von Ravensberg